# Lâu đài cổ ở Żywiec
Lâu đài cổ ở Żywiec (tiếng Ba Lan: Stary zamek w Żywcu) là một lâu đài nằm ở ywiec, Silesian Voivodeship, Ba Lan.

## Lịch sử
Một lâu đài (kiêm castro) ở Żywiec được đề cập lần đầu tiên vào năm 1467, khi nó bị phá hủy bởi một đội quân, dưới sự chỉ huy của Casimir IV Jagiellon chống lại Gia đình Komorowski, với Huy hiệu Korczak, được ghi chép bởi Jan Długosz. Tuy nhiên, không chắc là nó chứng tỏ là một lâu đài trong thị trấn hay công sự trên một ngọn đồi Grójec gần đó. Sự xem xét khảo cổ có nguồn gốc từ lâu đài vào nửa đầu thế kỷ 15. Một bản mở rộng sau đó được xây dựng vào năm 1567 bởi Gia đình Komorowski. Lâu đài thuộc quyền sở hữu và ý chí của Jan Spytek Komorowski, trong quá trình mở rộng của lâu đài, một khoảng sân theo phong cách Phục hưng đã được xây dựng, vẫn còn chưa được xử lý theo hình thức hiện tại.
Kể từ năm 2005, lâu đài cổ ở Żywiec đã tổ chức một địa điểm để trở thành Bảo tàng Thành phố tại Żywiec (Muzeum Miejskie w Żywcu, tiếng Ba Lan). Triển lãm thường trực của lâu đài cổ bao gồm một triển lãm dân tộc học - hoàn thành Đường mòn kiến trúc bằng gỗ ở Silesian Voivodeship, ở Ba Lan.